# Arcana Heart 3
Arcana Heart 3 (アルカナハート3, Arukana Hāto Surī) est un jeu vidéo de combat développé et édité par Examu, sorti sur EX-BOARD en 2009. Il a ensuite été porté sur PlayStation 3 et Xbox 360. C'est une exclusivité PlayStation 3 en Amérique du Nord. Une version améliorée intitulée Arcana Heart 3 LOVE MAX!!!!! a vu le jour en 2013.
Il s'agit du troisième opus de la série Arcana Heart.

## Système de jeu
Le système de combat se compose de 4 boutons: coup faible, coup moyen, coup fort ainsi qu'un dash vers l'adversaire. Les combats se déroulent donc en deux manches, où il faudra vider la jauge de vie de l'adversaire. Il est possible d'effectuer divers combos, grâce aux boutons mis à disposition et aux commandes de direction.
Chaque personnage utilise une "Jauge de Force", qui se remplit au fur-et-à mesure des coups portés. Une fois remplie au maximum, le joueur aura la possibilité de réaliser une "Force Extension", similaire aux "Arcane Burst" des précédents opus.
Plusieurs modes de jeu sont accessibles:
- Le mode Histoire, où il faudra enchaîner les combats afin de récupérer des "Cristaux Célestes" tout en suivant le scénario.
- Le mode "After Story", où il faudra suivre le scénario, et combattre un ennemi prédéterminé.
- Le mode Versus, qui permet d'affronter un autre joueur.
- Le mode "Trial", où il faudra accomplir certaines missions durant des combats.
- Le mode "Survival Score Attack", où il faudra défaire tous les personnages, en essayant d'atteindre le score le plus élevé.
- Le mode contre-la-montre, où il faudra défaire tous les personnages dans un minimum de temps.
- Le mode entraînement, qui permet de s’exercer.
- Le mode replay, où il est possible de revisionner les combats précédents.
- Le mode Online, qui permet d'affronter des joueurs du monde entier.
- Le mode galerie, où il est possible d'accéder à des illustrations et des animations.

## Scénario
Environ deux mois après l'incident s'étant déroulé dans la région de Kanto, des failles dimensionnelles de tailles anormales ont commencé à s'ouvrir dans toutes les régions du Japon. Certaines rumeurs affirment que le Drexler Institute (une organisation ayant des liens avec les démons) serait derrière tout ça.
Le Rosenberg Branch of the European Celestial et l'Union Céleste Union envoient donc des anges afin d'enquêter sur le sujet, mais ils se font rapidement capturer. Il ne reste plus que 6 jours jusqu'à la destruction du Japon.

## Accueil
- Jeuxvideo.com: 14/20[4]
- GameSpot: 7/10[5]